# Halimochirurgus
Halimochirurgus es un género de peces de la familia Triacanthodidae, del orden Tetraodontiformes. Este género marino fue descrito por primera vez en 1899 por Alfred William Alcock.

## Especies
Especies reconocidas del género:
- Halimochirurgus alcocki M. C. W. Weber, 1913
- Halimochirurgus centriscoides Alcock, 1899